# Seiya Matsuki
Seiya Matsuki (松木 政也 Matsuki Seiya?, nacido el 12 de junio de 1994 en Nara) es un futbolista japonés que se desempeña como delantero.

## Trayectoria

### Clubes
| Club           | País     | Año         |
| -------------- | -------- | ----------- |
| Hilal Bergheim | Alemania | 2016 - 2017 |
| FV 07 Diefflen | Alemania | 2017        |
| SC Sagamihara  | Japón    | 2017 -      |

## Estadística de carrera

### J. League
| Club          | Año   | J. League | J. League | Copa J. League | Copa J. League | Total | Total |
| Club          | Año   | Part.     | Goles     | Part.          | Goles          | Part. | Goles |
| ------------- | ----- | --------- | --------- | -------------- | -------------- | ----- | ----- |
| SC Sagamihara | 2017  | 1         | 0         | -              | -              | 1     | 0     |
| Total         | Total | 1         | 0         | 0              | 0              | 1     | 0     |